# Lophopsittacus mauritianus
Den brednæbede papegøje eller Lophopsittacus mauritianus var en nu uddød endemisk (dvs. en art som kun lever et enkelt sted) papegøjeart fra Mascarenerne som er en øgruppe i det Det Indiske Ocean der tilhører øgruppen Mauritius.
Fuglen havde et blåt hoved og en gråsort krop. Den havde et kraftigt næb til at knække hårde kerner med. Det sidste levende eksemplar blev set i 1680. Mange ø-levende endemiske fuglearter uddøde i tiden mellem 1700- og 1800-tallet.